# Ercole Pasquini
Ercole Pasquini (okolo 1560?, Ferrara – mezi 1608 a 1619?, Řím) byl italský varhaník a hudební skladatel.

## Život
Pasquini se narodil ve Ferraře a studoval u Alessandra Millevilleho (1521?-1589). V roce 1580 byl učitelem hudby dcer dvorního architekta Ferrary Giovana Battisty Aleottiho.V roce1592 se Pasquini stal varhaníkem u Maria Bevilacquy a v kostele Santa Maria in Organo ve Veroně.
K oslavám sňatku Carla Gesualda s Eleonorou d'Este ve Ferraře v roce 1594 složil gratulační kantátu I fidi amanti. Po Bevilacquově smrti 1. srpna 1593 se Pasquini pravděpodobně vrátil do Ferrary, kde vystřídal Luzzasca Luzzaschiho na místě varhaníka v Accademii della Morte. Jeho nástupcem v této funkci byl Girolamo Frescobaldi.
6. října byl zvolen varhaníkem Cappelly Giulia, sboru baziliky sv. Petra ve Vatikánu. Od roku zastával vedle toho ještě funkci varhaníka v kostele Santo Spirito in Sassia.
Počínaje rokem 1603 se v podpisech o převzetí platu od Capella Giulia objevují určité nesrovnalosti. Nicolo Pasquini, pravděpodobně syn, převzal několikrát v průběhu dvou let platbu. V létě roku 1605 pak převzetí jeho platu podepsal „maestro di capella“ Francesco Soriano a v listopadu a prosinci je podepsal ošetřovatel nemocnice, kde byl Pasquini hospitalizován. Dne 19. května 1608 byl ze své funkce odvolán a podle zprávy Agostina Faustiniho zemřel v Římě jako duševně nemocný.

## Dílo
Skladby pro cembalo
Dochovalo se okolo třiceti skladeb pro cembalo a to pouze v rukopisných kopiích. Během života Pasquiniho nebylo nic publikováno a ani se nedochovaly originály jeho rukopisů. Mezi dochovanými skladbami je 6 tokát, 2 durezze, 9 nebo 10 canzon, 5 sad variací, 3 tance a intabulace madrigalu Cipriano de Rore Ancor che co'l partire. Tato díla dokazují, že Pasquini byl vysoce originální skladatel, který v mnoha ohledech předznamenal klávesovou tvorbu svého mladšího krajana Girolama Frescobaldiho. Jeho skladby označené jako durezze jsou prvními skladbami svého druhu.
Vokální skladby
- 2 mottetti all'interno delle Sacrae Cantiones di Raffaella Aleotti, Benátky, 1593;
- mottetto Sanctus Sebastianus (1591);
- 1 madrigale spirituale M'empio gli occhi di pianto (text Angelo Grillo, 1604)
- Jesu decus angelicum per quattro voci e organo (publikováno po smrti autora);
- Mše Vestiva i colli;
- Madrigali alla Sma. Vergine (ztraceno, zmíněno v archivu arcivévody Siegmunda Franze, Innsbruck, 1665).